# Список астероїдів, які перетинають орбіту Марса
У цій статті наведено перелік астероїдів, які перетинають орбіту Марса, або є його внутрішніми грейзерами, або є зовнішніми грейзерами.
Більшість баз даних на кшталт JPL Small-Body Database відносять до першої групи астероїди з перигелієм більше 1,3 а. о. Грейзерами ж вважають астероїди, які мають перигелій на відстані від Сонця, у проміжку між афелієм і перигелієм Марса (1,67 а. о. та 1,38 а. о відповідно). Тільки 18 з них мають стандартну зоряну величину меншу за 12,5 і відповідний діаметр не менше 13 км, залежно від альбедо. Найменші об'єкти з цього списку мають розмір близько 100 метрів і стандартну зоряну величину 24. Загалом відомо 21 600 астероїдів, які перетинають орбіту Марса, лише 5751 з яких мають свої номери.

## Список

### Троянські астероїди
- (121514) 1999 UJ7
- 5261 Еврика
- (101429) 1998 VF31
- (311999) 2007 NS2
- (385250) 2001 DH47
- 2011 SC191
- 2011 UN63
- 2011 SL25

### Внутрішні грейзери
- 1951 Лік
- 4947 Нінкасі
- (10302) 1989 ML
- 15817 Лучанотезі
- (21374) 1997 WS22
- (39774) 1997 GO27
- (52381) 1993 HA
- 52387 Huitzilopochtli
- (54071) 2000 GQ146
- (67367) 2000 LY27
- (68031) 2000 YK29
- (68278) 2001 FC7
- (85184) 1991 JG1
- (85236) 1993 KH
- (85989) 1999 JD6
- (87024) 2000 JS66
- (87684) 2000 SY2
- (88213) 2001 AF2
- (90367) 2003 LC5
- (90403) 2003 YE45

### Зовнішні грейзери
- 132 Етра[3]
- 323 Brucia
- 391 Ingeborg
- 475 Ocllo
- 512 Taurinensis
- 699 Hela
- 1009 Sirene
- 1011 Laodamia
- 1065 Amundsenia
- 1131 Porzia
- 1134 Kepler
- 1139 Atami
- 1170 Siva
- 1198 Atlantis
- 1204 Renzia
- 1235 Schorria
- 1293 Sonja
- 1310 Villigera
- 1316 Kasan
- 1374 Isora
- 1468 Zomba
- 1474 Beira
- 1508 Kemi
- 1565 Lemaître
- 1593 Fagnes
- 1640 Nemo
- 1656 Suomi
- 1727 Mette
- 1747 Wright
- 1750 Eckert
- 2035 Stearns
- 2044 Wirt
- 2055 Dvořák
- 2064 Thomsen
- 2074 Shoemaker
- 2077 Kiangsu
- 2078 Nanking
- 2099 Öpik
- 2204 Lyyli
- 2253 Espinette
- 2423 Ibarruri
- 2449 Kenos
- 2577 Litva
- 2744 Birgitta
- 2937 Gibbs
- 2968 Iliya
- 3040 Kozai
- 3163 Randi
- 3198 Wallonia
- 3216 Harrington
- 3255 Tholen
- 3267 Glo
- 3270 Dudley
- 3287 Olmstead
- 3343 Nedzel
- 3392 Setouchi
- 3397 Leyla
- 3401 Vanphilos
- 3402 Wisdom
- 3416 Dorrit
- 3443 Leetsungdao
- 3496 Arieso
- 3581 Alvarez
- 3635 Kreutz
- 3674 Erbisbühl
- 3737 Beckman
- 3800 Karayusuf
- 3854 George
- 3858 Dorchester
- 3873 Roddy
- 3920 Aubignan
- 4142 Dersu-Uzala
- 4205 David Hughes
- 4276 Clifford
- 4435 Holt
- 4451 Grieve
- 4558 Janesick
- 4910 Kawasato
- 4995 Griffin
- 5038 Overbeek
- 5066 Garradd
- 5201 Ferraz-Mello
- 5230 Asahina
- 5246 Migliorini
- 5251 Bradwood
- 5253 Fredclifford
- 5275 Zdislava
- 5335 Дамокл
- 5349 Paulharris
- 5392 Parker
- (5510) 1988 RF7
- 5585 Parks
- 5621 Erb
- 5641 McCleese
- 5642 Bobbywilliams
- 5649 Donnashirley
- 5682 Beresford
- 5720 Halweaver
- 5738 Billpickering
- 5817 Robertfrazer
- 5870 Baltimore
- 5892 Milesdavis
- 5929 Manzano
- 5999 Plescia
- 6041 Juterkilian
- 6042 Чеширкет
- 6141 Durda
- 6170 Levasseur
- 6172 Prokofeana
- 6183 Viscome
- 6249 Jennifer
- 6261 Chione
- (6263) 1980 PX
- 6386 Keithnoll
- 6411 Tamaga
- 6446 Lomberg
- 6444 Ryuzin
- (6454) 1991 UG1
- 6485 Wendeesther
- 6487 Tonyspear
- (6490) 1991 NR2
- 6500 Kodaira
- 6523 Clube
- 6585 O'Keefe
- 6847 Kunz-Hallstein
- (6874) 1994 JO1
- 6909 Levison
- 7002 Bronshten
- 7079 Baghdad
- 7267 Victormeen
- 7304 Namiki
- 7330 Annelemaître
- 7345 Happer
- 7369 Gavrilin
- 7445 Trajanus
- (7467) 1989 WQ1
- 7505 Furusho
- (7660) 1993 VM1
- 7723 Lugger
- 7778 Markrobinson
- 7816 Hanoi
- 7818 Muirhead
- (7870) 1987 UP2
- 8251 Isogai
- 8256 Shenzhou
- 8355 Masuo
- 8373 Stephengould
- 8444 Popovich
- 8651 Alineraynal
- 8722 Schirra
- (9068) 1993 OD
- 9082 Leonardmartin
- (9292) 1982 UE2
- 9551 Kazi
- 9564 Jeffwynn
- (9572) 1988 RS6
- 9671 Hemera
- 9767 Midsomer Norton
- (9773) 1993 MG1
- (9881) 1994 SE
- (9992) 1997 TG19
- 10051 Albee
- 10502 Armaghobs
- (10548) 1992 PJ2
- (10578) 1995 LH
- 10737 Brück
- 10984 Gispen
- 11152 Oomine
- (11318) 1994 XZ4
- (11466) 1981 EL33
- 11836 Eileen
- (12009) 1996 UE
- (12198) 1980 PJ1
- (12390) 1994 WB1
- (12520) 1998 HV78
- (13091) 1992 PT3
- (13153) 1995 QC3
- 13551 Gadsden
- (13819) 1999 SX5
- 13920 Montecorvino
- (14017) 1994 NS
- (14211) 1999 NT1
- (14222) 1999 WS1
- 14223 Dolby
- 14309 Defoy
- (14461) 1993 FL54
- (14581) 1998 RT4
- (14653) 1998 YV11
- (14982) 1997 TH19
- 15609 Kosmaczewski
- 15673 Chetaev
- (15700) 1987 QD
- (15778) 1993 NH
- 15790 Keizan
- 16142 Leung
- (16143) 1999 XK142
- 16465 Basilrowe
- (16474) 1990 QG3
- 16529 Dangoldin
- 16588 Johngee
- (16591) 1992 SY17
- (16635) 1993 QO
- 16724 Ullilotzmann
- (16851) 1997 YU1
- (16868) 1998 AK8
- 16958 Klaasen
- 17435 di Giovanni
- 17493 Wildcat
- (17555) 1993 VC5
- 17640 Mount Stromlo
- 17744 Jodiefoster
- (18181) 2000 QD34
- (18195) 2000 QG116
- 18284 Tsereteli
- 18398 Bregenz
- 18499 Showalter
- (18620) 1998 DS10
- (18726) 1998 KC2
- 18751 Yualexandrov
- (18899) 2000 JQ2
- (18916) 2000 OG44
- (18919) 2000 OJ52
- 19080 Martínfierro
- 19127 Olegefremov
- (19388) 1998 DQ3
- (19402) 1998 EG14
- (19877) 9086 P-L
- (19958) 1985 RN4
- 20037 Duke
- (20062) 1993 QB3
- (20137) 1996 PX8
- 20187 Janapittichova
- (20446) 1999 JB80
- (20691) 1999 VY72
- (20786) 2000 RG62
- (20860) 2000 VS34
- (20958) A900 MA
- 21001 Trogrlic
- (21028) 1989 TO
- (21030) 1989 TZ11
- (21056) 1991 CA1
- 21104 Sveshnikov
- (21183) 1994 EO2
- (21228) 1995 SC
- (21788) 1999 SZ5
- (21893) 1999 VL4
- 21966 Hamadori
- 22168 Weissflog
- 22283 Pytheas
- 22385 Fujimoriboshi
- 22449 Ottijeff
- (22601) 1998 HD124
- (22807) 1999 RK7
- (22844) 1999 RU111
- (23250) 2000 WQ181
- (23726) 1998 HG48
- (23738) 1998 JZ1
- (23983) 1999 NS11
- (24029) 1999 RT198
- (24143) 1999 VY124
- (24242) 1999 XY100
- (24495) 2001 AV1
- 24643 MacCready
- 24654 Fossett
- (24682) 1990 BH
- (24693) 1990 SB2
- (24806) 1994 RH9
- (24809) 1994 TW3
- (24814) 1994 VW1
- (24819) 1994 XY4
- (24883) 1996 VG9
- (24970) 1998 FC12
- (25037) 1998 QC37
- (25362) 1999 TH24
- (25974) 2001 FF43
- (26050) 3167 T-2
- 26074 Carlwirtz
- (26120) 1991 VZ2
- (26129) 1993 DK
- (26189) 1997 AX12
- (26209) 1997 RD1
- (26385) 1999 RN20
- 26471 Tracybecker
- (26822) 1988 RG13
- 26858 Misterrogers
- 26879 Haines
- (27057) 1998 SP33
- (27089) 1998 UE15
- (27351) 2000 DO73
- 27657 Berkhey
- (27995) 1997 WL2
- (28017) 1997 YV13
- (28085) 1998 QO98
- (28203) 1998 XL48
- (28565) 2000 EO58
- (29180) 1990 SW1
- (29407) 1996 UW
- (29451) 1997 RM1
- (29566) 1998 FK5
- (29780) 1999 CJ50
- (30105) 2000 FO3
- (30555) 2001 OM59
- (30717) 1937 UD
- (30765) 1981 EJ48
- 30767 Chriskraft
- (30771) 1986 PO2
- 30775 Lattu
- 30785 Greeley
- 30786 Karkoschka
- (30800) 1989 ST
- (30856) 1991 XE
- 30963 Mount Banzan
- (31076) 1996 XH1
- 31098 Frankhill
- (31180) 1997 YX3
- (31318) 1998 GQ10
- (31320) 1998 HX2
- (31367) 1998 WB9
- (31415) 1999 AK23
- (31832) 2000 AP59
- (31843) 2000 CQ80
- (31845) 2000 DK17
- (31869) 2000 EF101
- (31881) 2000 FL15
- (31895) 2000 FX44
- (31913) 2000 GM56
- (32039) 2000 JO23
- (32122) 2000 LD10
- (32575) 2001 QY78
- (32581) 2001 QW98
- (32827) 1992 DF1
- 32890 Schwob
- 32897 Curtharris
- (32910) 1994 TE15
- (33060) 1997 VY
- (33073) 1997 WU16
- 33330 Barèges
- (33836) 2000 FB39
- (33865) 2000 JX15
- (33881) 2000 JK66
- (34048) 2000 OR35
- (34706) 2001 OP83
- (34755) 2001 QW120
- (34759) 2001 QL151
- 34817 Shiominemoto
- 35056 Cullers
- (35368) 1997 UB8
- (35709) 1999 FR28
- (36282) 2000 CT98
- (36771) 2000 RD97
- (36779) 2000 SW1
- (37152) 2000 VV56
- (37308) 2001 OP16
- (37314) 2001 QP
- (37359) 2001 UM17
- (37367) 2001 VC
- (37378) 2001 VU76
- (37479) 1130 T-1
- (37568) 1989 TP
- 37596 Cotahuasi
- (37671) 1994 UY11
- (37802) 1997 XD11
- (38063) 1999 FH
- (38074) 1999 GX19
- (38181) 1999 JG124
- (38647) 2000 OW8
- (38683) 2000 QQ7
- (39096) 2000 WE1
- (39235) 2000 YH55
- (39489) 1981 EU6
- (39561) 1992 QA
- (39702) 1996 TZ10
- 39741 Komm
- (40245) 1998 WO7
- (40271) 1999 JT
- (40315) 1999 LS
- (40430) 1999 RL28
- (40468) 1999 RF46
- (40719) 1999 SZ2
- (41074) 1999 VL40
- (41223) 1999 XD16
- (41434) 2000 GB82
- (41464) 2000 OL22
- (41475) 2000 PR13
- (41503) 2000 QG148
- (41574) 2000 SQ1
- (41577) 2000 SV2
- (41588) 2000 SC46
- (41774) 2000 VR44
- (42501) 1992 YC
- 42531 McKenna
- 42609 Daubechies
- (42805) 1999 JU1
- (42811) 1999 JN81
- (42887) 1999 RV155
- (43017) 1999 VA2
- (43369) 2000 WP3
- (44010) 1997 UH11
- (44168) 1998 JJ4
- (44200) 1998 MJ25
- (44619) 1999 RO42
- (45074) 1999 XA38
- (45164) 1999 XK127
- (45251) 1999 YN
- (45764) 2000 LV
- (46433) 2002 JQ67
- (46598) 1993 FT2
- (46771) 1998 HM7
- (46773) 1998 HZ12
- (46780) 1998 HH52
- (46818) 1998 MZ24
- (47035) 1998 WS
- (47145) 1999 RN11
- (47199) 1999 TY204
- (47343) 1999 XL45
- (47576) 2000 AW172
- (47581) 2000 AN178
- (47588) 2000 AM201
- (47648) 2000 CA40
- (47834) 2000 EN114
- (48338) 2002 PV27
- (48450) 1991 NA
- (48468) 1991 SS1
- (48570) 1994 EA2
- (48621) 1995 OC
- (48864) 1998 HK43
- (49385) 1998 XA12
- (49664) 1999 MV
- (49952) 1999 XH212
- (50143) 2000 AB132
- (50354) 2000 CX70
- (50867) 2000 GM4
- (51075) 2000 GG162
- (51157) 2000 HB57
- (51356) 2000 RY76
- (51773) 2001 MV
- (52297) 1991 CH2
- (52310) 1991 VJ
- (52317) 1992 BC1
- 52384 Elenapanko
- (52439) 1994 QL
- (52453) 1994 WC
- (52722) 1998 GK
- (52730) 1998 HN4
- (52800) 1998 QT60
- (53431) 1999 UQ10
- (53432) 1999 UT55
- (54013) 2000 GA97
- (54697) 2001 FA70
- (54718) 2001 HB61
- (54754) 2001 KJ56
- (55043) 2001 QL59
- (55333) 2001 SZ117
- (55380) 2001 SB264
- (55401) 2001 SX316
- (55757) 1991 XN
- (55760) 1992 BL1
- (55825) 1995 SD4
- (55969) 1998 KH56
- (56950) 2000 SA2
- (57004) 2000 SP349
- (57047) 2001 LG1
- (57878) 2001 YZ148
- (57924) 2002 FO28
- (58023) 2002 VR40
- (58046) 2002 XA14
- (58050) 2002 YA
- (58070) 1034 T-2
- (58141) 1981 UW22
- (58149) 1987 SX11
- (58175) 1990 SE15
- (58325) 1994 RE11
- (58683) 1998 AJ10
- (58980) 1998 RG47
- (59490) 1999 JD4
- (59836) 1999 RN44
- (59979) 1999 SV5
- (60187) 1999 VL23
- (60216) 1999 VG82
- (60375) 2000 AY146
- (60396) 2000 AG243
- (60689) 2000 GG37
- (60733) 2000 GL80
- (60735) 2000 GF82
- (60886) 2000 JB10
- (60924) 2000 JF44
- (61256) 2000 OT25
- (61343) 2000 PC5
- (61416) 2000 QL12
- (61550) 2000 QK70
- (61799) 2000 QC184
- (62042) 2000 RF65
- (62047) 2000 RE66
- (62268) 2000 SQ90
- (62730) 2000 TE59
- (63160) 2000 YN8
- (63164) 2000 YU14
- (63341) 2001 FD77
- (63583) 2001 QP31
- (65335) 2002 LR58
- (65425) 2002 TL129
- (65433) 2002 TX238
- (65682) 1990 QU2
- (65742) 1993 TY18
- (65757) 1994 FV
- (65776) 1995 SW3
- 65784 Naderayama
- (65808) 1996 LO1
- (65817) 1996 TC33
- (65999) 1998 ND
- (66269) 1999 JN3
- (66280) 1999 JF12
- (66294) 1999 JS27
- (66358) 1999 JW87
- (66419) 1999 NR13
- 66458 Romaplanetario
- (67284) 2000 GD1
- (67473) 2000 RH6
- (67502) 2000 RE44
- (67522) 2000 RB79
- (67729) 2000 UQ23
- (67865) 2000 WG23
- (67930) 2000 WP122
- (67943) 2000 WP151
- (68134) 2001 AT18
- (68569) 2001 YE3
- (68944) 2002 PQ130
- (69045) 2002 XN59
- (69117) 2003 EX2
- (69239) 1978 XT
- 69260 Tonyjudt
- (69274) 1989 UZ1
- (69307) 1992 ON
- 69311 Russ
- (69350) 1993 YP
- (69466) 1996 VZ5
- (69701) 1998 HP49
- (70055) 1999 JN6
- (70056) 1999 JJ8
- (70111) 1999 LM7
- (71997) 2000 WD178
- (72044) 2000 YH5
- (72204) 2000 YV133
- (72569) 2001 EC13
- (73534) 2003 OD7
- (73575) 4789 P-L
- (73669) 1981 WL2
- (73673) 1986 RX1
- (73681) 1989 TL18
- (73735) 1993 QE3
- (73865) 1997 AW
- (74217) 1998 RB73
- (74523) 1999 GA6
- (74539) 1999 JD15
- (74558) 1999 LT13
- (74561) 1999 LE18
- (74564) 1999 NY1
- (74576) 1999 NG25
- (74644) 1999 RK63
- (74721) 1999 RH167
- (74779) 1999 RF241
- (74789) 1999 SY5
- (74823) 1999 TD15
- (74839) 1999 TZ34
- (74998) 1999 TV276
- (75015) 1999 UW4
- (75017) 1999 UE5
- (75079) 1999 VN24
- (75303) 1999 XQ35
- (75409) 1999 XR104
- (75412) 1999 XJ108
- (75567) 2000 AK1
- (75933) 2000 CB75
- (76789) 2000 LG16
- (76828) 2000 SL161
- (76978) 2001 BY60
- 77971 Donnolo
- (78545) 2002 RT121
- (78587) 2002 SZ12
- (79137) 1991 PD15
- (79150) 1992 UR7
- (79219) 1994 LN
- (79512) 1998 KE3
- (79558) 1998 QE51
- (79571) 1998 QG92
- (79576) 1998 QG98
- (79611) 1998 RC52
- (79721) 1998 SE112
- (80023) 1999 JY1
- (80098) 1999 MV1
- (80107) 1999 RG29
- (80250) 1999 WW9
- (80356) 1999 XM124
- (80366) 1999 XA142
- (80593) 2000 AG144
- (82059) 2000 UM30
- (82085) 2001 CL20
- (82105) 2001 FG26
- (82124) 2001 FO78
- (82233) 2001 JF1
- (82474) 2001 OB23
- (82676) 2001 PV23
- (82913) 2001 QN103
- (83120) 2001 QP246
- (83988) 2002 LC34
- (83992) 2002 MG3
- (84667) 2002 VO82
- (85118) 1971 UU
- 85119 Hannieschaft
- 85158 Phyllistrapp
- (85165) 1988 TV2
- 85185 Lederman
- (85235) 1993 JA
- (85274) 1994 GH
- (85372) 1996 EO12
- (85383) 1996 MS
- (85546) 1997 XH1
- (85762) 1998 TH4
- (85848) 1998 YP29
- (86025) 1999 LX3
- (86194) 1999 SD2
- (86212) 1999 TG21
- (86373) 1999 YK
- (86401) 2000 AF143
- (86534) 2000 DT98
- (86608) 2000 EK85
- (86626) 2000 EV124
- (86730) 2000 GY37
- (86964) 2000 JV2
- (87005) 2000 JJ52
- (87035) 2000 KE2
- (88191) 2000 YK21
- (88412) 2001 QN28
- (88424) 2001 QC61
- (88453) 2001 QF91
- (88609) 2001 QP296
- (88938) 2001 TR33
- (88954) 2001 TE42
- (89137) 2001 UD17
- (89365) 2001 VZ81
- (89454) 2001 XG
- (89486) 2001 XL31
- (89566) 2001 XZ103
- (89766) 2002 AO62
- (89776) 2002 AL90
- (90281) 2003 DQ15
- (90791) 1994 PG32
- (90916) 1997 LR
- (90943) 1997 UX2
- (91044) 1998 FX15
- (91210) 1998 XS96
- (91227) 1999 BG9
- (92158) 1999 XW141
- (92278) 2000 CB110
- (92359) 2000 HC24
- (93038) 2000 RL104
- (93040) 2000 SG
- (93751) 2000 WH1
- (93768) 2000 WN22
- (94210) 2001 BK33
- (94396) 2001 SN213
- (94623) 2001 WD2
- (94891) 2001 YC5
- (95087) 2002 AQ89
- (95696) 2002 JU75
- (95711) 2003 AK
- (95786) 2003 FN7
- (96006) 2004 NE27
- (96011) 2004 PD6
- (96080) 7649 P-L
- (100485) 1986 EU1

### Астероїди, які перетинають орбіту Марса
- 433 Eros
- 719 Albert
- 887 Alinda
- 1036 Ganymed
- 1221 Amor
- 1580 Betulia
- 1627 Ivar
- 1915 Quetzálcoatl
- 1916 Boreas
- 1917 Cuyo
- 1943 Anteros
- 1980 Tezcatlipoca
- 2059 Baboquivari
- 2061 Anza
- 2202 Pele
- 2335 James
- 2368 Beltrovata
- 2608 Seneca
- 2629 Rudra
- 3102 Krok
- 3122 Florence
- 3199 Nefertiti
- 3271 Ul
- 3288 Seleucus
- 3352 McAuliffe
- 3551 Verenia
- 3552 Don Quixote
- 3553 Mera
- 3691 Bede
- (3757) Anagolay
- 3833 Calingasta
- 3908 Nyx
- (3988) Huma
- 4055 Magellan
- 4401 Aditi
- 4487 Pocahontas
- 4503 Cleobulus
- 4587 Rees
- (4596) 1981 QB
- (4688) 1980 WF
- 4775 Hansen
- 4954 Eric
- 4957 Brucemurray
- 5324 Lyapunov
- 5332 Davidaguilar
- 5370 Taranis
- (5407) 1992 AX
- (5587) 1990 SB
- 5620 Jasonwheeler
- (5626) 1991 FE
- (5646) 1990 TR
- 5653 Camarillo
- (5732) 1988 WC
- 5751 Zao
- 5797 Bivoj
- (5836) 1993 MF
- 5863 Tara
- (5867) 1988 RE
- 5869 Tanith
- 5879 Almeria
- 6050 Miwablock
- 6130 Hutton
- (6178) 1986 DA
- 6318 Cronkite
- (6322) 1991 CQ
- 6456 Golombek
- (6491) 1991 OA
- 6564 Asher
- 6569 Ondaatje
- 7088 Ishtar
- 7096 Napier
- (7236) 1987 PA
- 7336 Saunders
- 7358 Oze
- (7474) 1992 TC
- 7480 Norwan
- 7604 Kridsadaporn
- (7839) 1994 ND
- (7977) 1977 QQ5
- 8013 Gordonmoore
- 8034 Akka
- (8037) 1993 HO1
- (8567) 1996 HW1
- 8709 Kadlu
- 9172 Abhramu
- (9400) 1994 TW1
- 9950 ESA
- 9969 Braille
- (10150) 1994 PN
- 10295 Hippolyta
- 10416 Kottler
- (10860) 1995 LE
- (11054) 1991 FA
- 11284 Belenus
- (11398) 1998 YP11
- 12008 Kandrup
- 13553 Masaakikoyama
- (14402) 1991 DB
- 15745 Yuliya
- 16064 Davidharvey
- (16636) 1993 QP
- (16657) 1993 UB
- 16695 Terryhandley
- 16912 Rhiannon
- (17274) 2000 LC16
- 18106 Blume
- (18109) 2000 NG11
- (18172) 2000 QL7
- (18514) 1996 TE11
- (18736) 1998 NU
- (18882) 1999 YN4
- (19356) 1997 GH3
- (19764) 2000 NF5
- (20086) 1994 LW
- (20255) 1998 FX2
- 20460 Robwhiteley
- (20790) 2000 SE45
- 21088 Chelyabinsk
- (21277) 1996 TO5
- (23183) 2000 OY21
- (23548) 1994 EF2
- (23606) 1996 AS1
- (23621) 1996 PA
- (23714) 1998 EC3
- (24447) 2000 QY1
- (24475) 2000 VN2
- (25872) 2000 MV1
- (25916) 2001 CP44
- (26166) 1995 QN3
- (26310) 1998 TX6
- (26760) 2001 KP41
- (26817) 1987 QB
- (27031) 1998 RO4
- (27234) 1999 RC2
- (27346) 2000 DN8
- (30854) 1991 VB
- (31210) 1998 BX7
- (31221) 1998 BP26
- (31345) 1998 PG
- (31346) 1998 PB1
- (32906) 1994 RH
- (34613) 2000 UR13
- (35432) 1998 BG9
- (36017) 1999 ND43
- (36183) 1999 TX16
- (37329) 2001 QW108
- (37336) 2001 RM
- (37384) 2001 WU1
- (38066) 1999 FO19
- (38071) 1999 GU3
- (38091) 1999 JT3
- 39557 Gielgud
- (39565) 1992 SL
- (39572) 1993 DQ1
- (39796) 1997 TD
- (40263) 1999 FQ5
- (40310) 1999 KU4
- (40329) 1999 ML
- (41440) 2000 HZ23
- (48603) 1995 BC2
- (52689) 1998 FF2
- (52761) 1998 MN14
- (52768) 1998 OR2
- (53110) 1999 AR7
- (53430) 1999 TY16
- (53435) 1999 VM40
- (54401) 2000 LM
- (54660) 2000 UJ1
- (54686) 2001 DU8
- (54690) 2001 EB
- (54789) 2001 MZ7
- (65674) 1988 SM
- (65706) 1992 NA
- (65996) 1998 MX5
- (66251) 1999 GJ2
- (66272) 1999 JW6
- (66959) 1999 XO35
- (68063) 2000 YJ66
- (68350) 2001 MK3
- (68359) 2001 OZ13
- (85182) 1991 AQ
- (85275) 1994 LY
- (85490) 1997 SE5
- 85585 Mjolnir
- (85628) 1998 KV2
- (85640) 1998 OX4
- (85709) 1998 SG36
- (85713) 1998 SS49
- (85774) 1998 UT18
- (85804) 1998 WQ5
- (85818) 1998 XM4
- (85839) 1998 YO4
- (85867) 1999 BY9
- (85938) 1999 DJ4
- (86039) 1999 NC43
- (86067) 1999 RM28
- (86324) 1999 WA2
- (86326) 1999 WK13
- (86666) 2000 FL10
- (86819) 2000 GK137
- (86829) 2000 GR146
- (86878) 2000 HD24
- (87025) 2000 JT66
- (87311) 2000 QJ1
- (88188) 2000 XH44
- (88254) 2001 FM129
- (88263) 2001 KQ1
- (88264) 2001 KN20
- (88959) 2001 TZ44
- (89136) 2001 US16
- (89355) 2001 VS78
- (89830) 2002 CE
- (89958) 2002 LY45
- (89959) 2002 NT7
- (90075) 2002 VU94
- (90147) 2002 YK14
- (90373) 2003 SZ219
- (90416) 2003 YK118

### Внутрішні грейзери, які також є грейзерами або перетинають орбіту Землі
- 1620 Географ
- 1865 Цербер
- 2063 Бахус
- 3361 Орфей
- 3362 Хуфу
- 3753 Круїтні
- 4034 Вішну
- 4581 Асклепій
- 4769 Касталья
- 6239 Мінос
- (10115) 1992 SK
- 11500 Томайовіт
- 12711 Тукміт
- (17511) 1992 QN
- (22099) 2000 EX106
- (68950) 2002 QF15

### Астероїди, що перетинають орбіту Марса, які також є грейзерами або перетинають орбіту Землі
- 1566 Icarus
- 1685 Toro
- 1862 Apollo
- 1863 Antinous
- 1864 Daedalus
- 1866 Sisyphus
- 1981 Midas
- 2101 Adonis
- 2102 Tantalus
- 2135 Aristaeus
- 2201 Oljato
- 2212 Hephaistos
- 2329 Orthos
- 3103 Eger
- 3200 Phaethon
- 3360 Syrinx
- 3671 Dionysus
- 3752 Camillo
- 3838 Epona
- 4015 Wilson-Harrington
- 4179 Toutatis
- 4183 Cuno
- 4197 Morpheus
- 4257 Ubasti
- 4341 Poseidon
- 4450 Pan
- 4486 Mithra
- 4660 Nereus
- (4953) 1990 MU
- 5011 Ptah
- (5131) 1990 BG
- 5143 Heracles
- (5189) 1990 UQ
- (5496) 1973 NA
- (5645) 1990 SP
- (5660) 1974 MA
- (5693) 1993 EA
- 5731 Zeus
- 5786 Talos
- (5828) 1991 AM
- (6037) 1988 EG
- (6047) 1991 TB1
- (6053) 1993 BW3
- 6063 Jason
- (6455) 1992 HE
- 6489 Golevka
- (6611) 1993 VW
- (7025) 1993 QA
- 7092 Cadmus
- (7335) 1989 JA
- (7341) 1991 VK
- (7350) 1993 VA
- (7482) 1994 PC1
- (7753) 1988 XB
- (7888) 1993 UC
- (7889) 1994 LX
- (8014) 1990 MF
- (8035) 1992 TB
- (8176) 1991 WA
- (8201) 1994 AH2
- (8507) 1991 CB1
- (8566) 1996 EN
- (9058) 1992 JB
- 9162 Kwiila
- (9202) 1993 PB
- (9856) 1991 EE
- (10145) 1994 CK1
- (10165) 1995 BL2
- (10636) 1998 QK56
- 11066 Sigurd
- 11311 Peleus
- (11405) 1999 CV3
- 11885 Summanus
- (12538) 1998 OH
- 12923 Zephyr
- (13651) 1997 BR
- 14827 Hypnos
- (16816) 1997 UF9
- (16834) 1997 WU22
- (16960) 1998 QS52
- (17181) 1999 UM3
- (17182) 1999 VU
- (17188) 1999 WC2
- (20236) 1998 BZ7
- (20425) 1998 VD35
- (20429) 1998 YN1
- (20826) 2000 UV13
- (22753) 1998 WT
- (22771) 1999 CU3
- (23187) 2000 PN9
- (24443) 2000 OG
- (24445) 2000 PM8
- 24761 Ahau
- 25143 Itokawa
- (25330) 1999 KV4
- (26379) 1999 HZ1
- (26663) 2000 XK47
- (27002) 1998 DV9
- (29075) 1950 DA
- (30825) 1990 TG1
- (30997) 1995 UO5
- (31662) 1999 HP11
- (31669) 1999 JT6
- (35396) 1997 XF11
- (35670) 1998 SU27
- (36236) 1999 VV
- (36284) 2000 DM8
- (37638) 1993 VB
- 37655 Illapa
- 38086 Beowulf
- (38239) 1999 OR3
- (40267) 1999 GJ4
- (41429) 2000 GE2
- (42286) 2001 TN41
- (52340) 1992 SY
- (52750) 1998 KK17
- (52760) 1998 ML14
- (52762) 1998 MT24
- (53319) 1999 JM8
- (53409) 1999 LU7
- (53426) 1999 SL5
- (53429) 1999 TF5
- (53550) 2000 BF19
- (53789) 2000 ED104
- (55532) 2001 WG2
- (65690) 1991 DG
- (65717) 1993 BX3
- (65733) 1993 PC
- 65803 Дідим
- (65909) 1998 FH12
- (66008) 1998 QH2
- (66063) 1998 RO1
- (66253) 1999 GT3
- (67381) 2000 OL8
- (67399) 2000 PJ6
- (68216) 2001 CV26
- (68267) 2001 EA16
- (68346) 2001 KZ66
- (68348) 2001 LO7
- (68372) 2001 PM9
- (68548) 2001 XR31
- 69230 Гермес
- (85640) 1998 OX4
- (374158) 2004 UL
- (386454) 2008 XM
- 2007 WD5
- 2003 BR47
- 2005 HC4
- (394130) 2006 HY51
- 2008 FF5